# 盖尔希
盖尔希（法語：Guerchy，法語發音：[ɡɛʁʃi]）是法国勃艮第-弗朗什-孔泰大区约讷省的一个旧市镇，属于欧塞尔区。2016年1月1日，盖尔希与邻近的3个市镇合并为新市镇瓦尔拉维永，盖尔希为新市镇行政中心。

## 地理
盖尔希（47°53'35"N, 3°26'24"E）面积11.86 平方千米，位于法国勃艮第-弗朗什-孔泰大區约讷省，该省份为法国中北部内陆省份，西接卢瓦雷省，西北接塞纳-马恩省，南至涅夫勒省，东临科多尔省，东北与奥布省接壤。
与盖尔希接壤的市镇（或旧市镇、城区）包括：讷伊、拉迪兹。
盖尔希的时区为UTC+01:00、UTC+02:00（夏令时）。

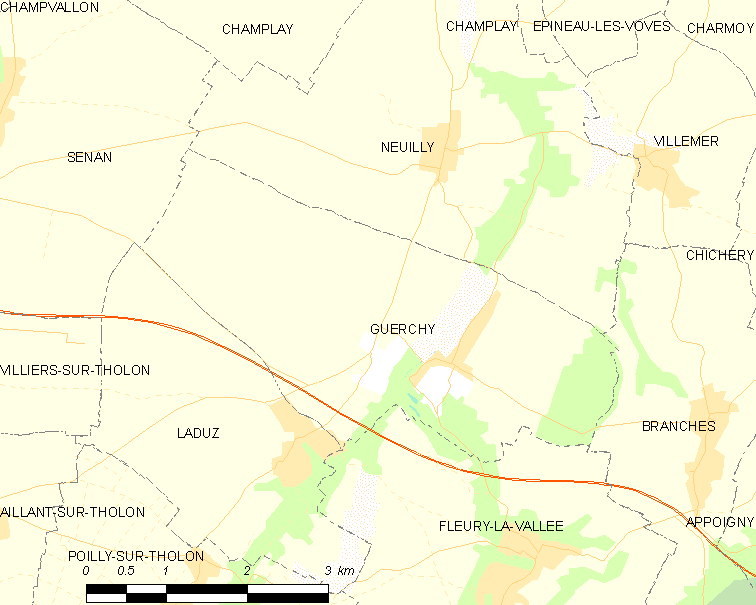
盖尔希的OSM定位图

## 行政
盖尔希的邮政编码为89113、89110，INSEE市镇编码为89196。

## 政治
盖尔希所属的省级选区为沙尔尼-奥雷德皮赛县。

## 人口

1962-2008年间盖尔希人口变化图示

盖尔希于2018年1月1日时的人口数量为753人。